# Земская почта Борисоглебского уезда
Зе́мская по́чта Борисогле́бского уе́зда — земская почта, организованная земской управой Борисоглебского уезда Тамбовской губернии. Существовала с 1866 по 1918? год. В уезде выпускались собственные земские почтовые марки.

## История почты
Борисоглебская уездная земская почта была открыта 1 января 1866 года. В её задачи входила доставка служебной и частной корреспонденции. С 24 июля 1872 года корреспонденция отправлялась из уездного центра (города Борисоглебска) 2 раза в неделю. За доставку частной корреспонденции была установлена плата земскими почтовыми марками.
С 1 января 1882 года почтовые отправления стали доставляться бесплатно.

## Выпуски марок
Марки уездной земской почты печатались в частной типографии способом цветной рельефной печати. Марки выпускались круглой формы, в центре их дизайна находилось изображение губернского и уездного гербов. Белый тиснёный герб на цветном фоне, бумага белая. Марки поодиночке вырубались круглым штампом с фестонами. Фон марок разных оттенков: синяя, ультрамариновая, серо-синяя, зеленовато-синяя.
Известны также 3 вида почтовых облаток.

## Гашение марок
Марки гасились чернилами (перечеркиванием).